# Гадюка Шлегеля
Гадюка Шлегеля (Bothriechis schlegelii) — отруйна змія з роду Пальмова гадюка родини Гадюкові. Деякий час зараховували до роду Ботропсів. Лише у 1994 році визначено як представника пальмових гадюк. Отримала назву на честь німецького герпетолога Ґермана Шлегеля.

## Опис
Загальна довжина досягає 50-60 см. Спостерігається статевий диморфізм — самиці більші за самців. Голова коротка, широка. Очі великі, зіниці вертикальні. Над очима стирчить пара коротких ріжків, утворених виступаючими надочноямковими лусочками. Хвіст помірно довгий, чіпкий. Шкіра зеленого кольору з комірчастим малюнком з вузьких червоно-бурих смуг. Кінчик хвоста забарвлений у світло—червоний колір.

## Спосіб життя
Полюбляє вологі тропічні ліси. Зустрічається на висоті до 2500 м над рівнем моря. Вдень нерухомо лежить серед гілок, іноді звішується з них, тримаючись лише на кінчику чіпкого хвоста. В такому висячому положенні здатна завдавати укусів, згорнувшись у повітрі у кілька кілець та викидаючи вперед передню частину тіла. З настанням темряви стає активною і вправно лазить по гілках в пошуках здобичі. Живиться дрібними гризунами, жабами, ящірками й дрібними птахами. Як приманку використовує яскравий кінчик хвоста.
Отрута не становить суттєвої небезпеки для людини.
Це яйцеживородна змія. Самиця народжує від 6 до 22 дитинчат довжиною 10—20 см.

## Розповсюдження
Мешкає від південної Мексики до Венесуели, Еквадору й Перу.